# Megacyclops donnaldsoni
Megacyclops donnaldsoni är en kräftdjursart som först beskrevs av Claude Chappuis 1929.  Megacyclops donnaldsoni ingår i släktet Megacyclops och familjen Cyclopidae. Inga underarter finns listade i Catalogue of Life.